# Montserrat Ginesta
Montse Ginesta (Seva, 8 de gener de 1952) és una dibuixant i il·lustradora catalana.
Va estudiar a l'Escola d'Arts i Oficis de Barcelona (avui Escola de la Llotja). Especialitzada en l'escriptura i la il·lustració de llibres per infants, ha publicat més de 150 obres, amb les quals ha guanyat, entre d'altres, el Premi Crítica Serra d'Or de Literatura Infantil i Juvenil (1977, 1990, 1995, 1998, 2001) el Premio Lazarillo (1987), i dues vegades el Premio Nacional de Ilustración (1988 i 1994)
També ha realitzat una incursió en el món audiovisual amb el curtmetratge Ploma daurada. Va dirigir la revista infantil Tretzevents des de 1995, en què passà a ser mensual, fins al moment del seu tancament, al 2011.
El Museu d'Art de Sabadell conserva una obra d'aquesta artista.

## Obres destacades
- Bombolleta (1975)
- El llapis fantàstic (1986)
- Gargantua (1987)
- Valentina nas de nap (1988)
- Guia de gegants i d'altres éssers extraordinaris (1992)
- Txa-txa-txà (1994)
- Els gegants (1999)
- Refranys, endevinalles i embarbussaments (2000)
- Poesia catalana per als nens i les nenes: antologia (2001)
- Paperines, papallones  (2004)
- Paraules entremaliades (2009)
- Poemes i haikus de Sant Jordi, princeses i dracs (2010)
- Guia poca-solta (2012)